# Virtuos
Virtuos une entreprise de développement de jeux vidéo dont le siège est à Singapour. Elle possède 23 studios situés en Asie, en Europe et en Amérique du Nord et compte  3800 employés.
Elle est principalement connue pour son travail de sous-traitance,.

## Histoire
Virtuos a été créé à Shanghai en décembre 2004 par Français Gilles Langourieux, et a ouvert son bureau européen à Paris en juillet 2005. En juin 2006, la société reçoit un investissement de Legend Capital. Virtuos ouvre ses bureaux de Chengdu et de Vancouver en janvier et novembre 2008, respectivement. En mars 2009, la société acquiert BSP Audio Production Studios. En mai 2009, lors de la sortie en salle de Terminator Salvation l'art 3D du film, réalisé par Virtuos, est mis à l'honneur.
Virtuos s’est établi au Japon après avoir signé un partenariat avec Kyos en décembre 2009. En mars 2010, la société atteint 500 employés, et annonce le développement de jeux pour la nouvelle génération de consoles,. En mai 2010, la société porte The Price is Right sur le PlayStation Network.
Virtuos a produit Monster Jam: Path of Destruction pour PlayStation 3, Xbox 360, Wii, Nintendo DS et PlayStation Portable. Par la suite, la société atteint 800 employés et signe un accord de développement de jeux en ligne avec Tencent en août 2011. Virtuos acquiet Sparx* Animation Studios en septembre 2011, portant son nombre d'employés à plus de 900.
En 2012, Virtuos ouvre son bureau de Xi'an en mai et atteint le cap des 1 000 employés en octobre. Au cours de la même année, Virtuos lance également son premier jeu Facebook complet - The Enchanted Library pour GSN, ainsi que son premier jeu Android, NBA 2013, pour le client 2K Sports sur Wii, Nintendo DS et PlayStation Portable.
En juillet 2013, Virtuos ouvre un bureau à San Francisco. Virtuos porte XCOM: Enemy Unknown sur iOS en octobre 2013 et remporte le Golden Joystick Award du "meilleur jeu mobile/tablette de l'année". La société développe également Fangs Dash pour Chine Mobile Game Entertainment en décembre 2013.
Virtuos développe également des adaptations de Final Fantasy X et Final Fantasy X-2 pour la PlayStation 3 et la PlayStation Vita en avril 2014. Celles-ci ont reçu un score Metacritic de 85 %. En décembre 2014, Virtuos démarre ses opérations en Corée.
En juillet 2016, Virtuos porte Batman: Return To Arkham sur Xbox One et PlayStation 4. En décembre de la même année, la société atteint le cap des 1 500 talents.
Virtuos acquiert Black Shamrock en février 2017. En mars 2018, elle lève 15 millions de dollars et installe un nouveau siège social et un centre de R&D à Singapour.
Virtuos Montréal est lancé en septembre 2019. En octobre 2020, Virtuos acquiert CounterPunch Studios.
Virtuos obtient un investissement de 150 millions de dollars de Baring Private Equity Asia en septembre 2021. La société ensuite ouvre un nouveau studio à Lyon, en France, en décembre 2021.
En janvier 2022, Virtuos acquiert Volmi Games à Kyiv, en Ukraine. En avril 2022, Virtuos annonce son investissement dans Umanaïa Interactive, un studio de développement de jeux prometteur au Québec, Canada. En mai 2022, il est annoncé que Virtuos a acquis Glass Egg Digital Media, une société de production d'art 2D et 3D basée à Hô Chi Minh-Ville. C'était suivi par le lancement officiel de Virtuos Kuala Lumpur en Malaisie en août 2021, et du studio de codéveloppement Calypte - un studio Virtuos établi dans la baie de San Francisco en septembre 2022,.
Le 10 décembre 2024, 4 ans jour pour jour après la sortie du jeu, est publiée la mise à jour 2.2 de Cyberpunk 2077, développée par le studio parisien de Virtuos en collaboration avec CD Projekt Red.
En juillet 2025, dans un contexte de relative difficulté financière du secteur du jeux-vidéo, Virtuos annonce la suppression de 270 postes, soit près de 7 % de ses effectifs.